# Solandra longiflora
Solandra longiflora là loài thực vật có hoa trong họ Cà. Loài này được Tussac miêu tả khoa học đầu tiên năm 1818.